# Léo-Ernest Ouimet
Pour les articles homonymes, voir Ouimet.
Léo-Ernest Ouimet, né le 16 mars 1877 à Saint-Martin-de-Laval et décédé le 2 mars 1972 à Montréal, est un pionnier du cinéma québécois.

## Biographie

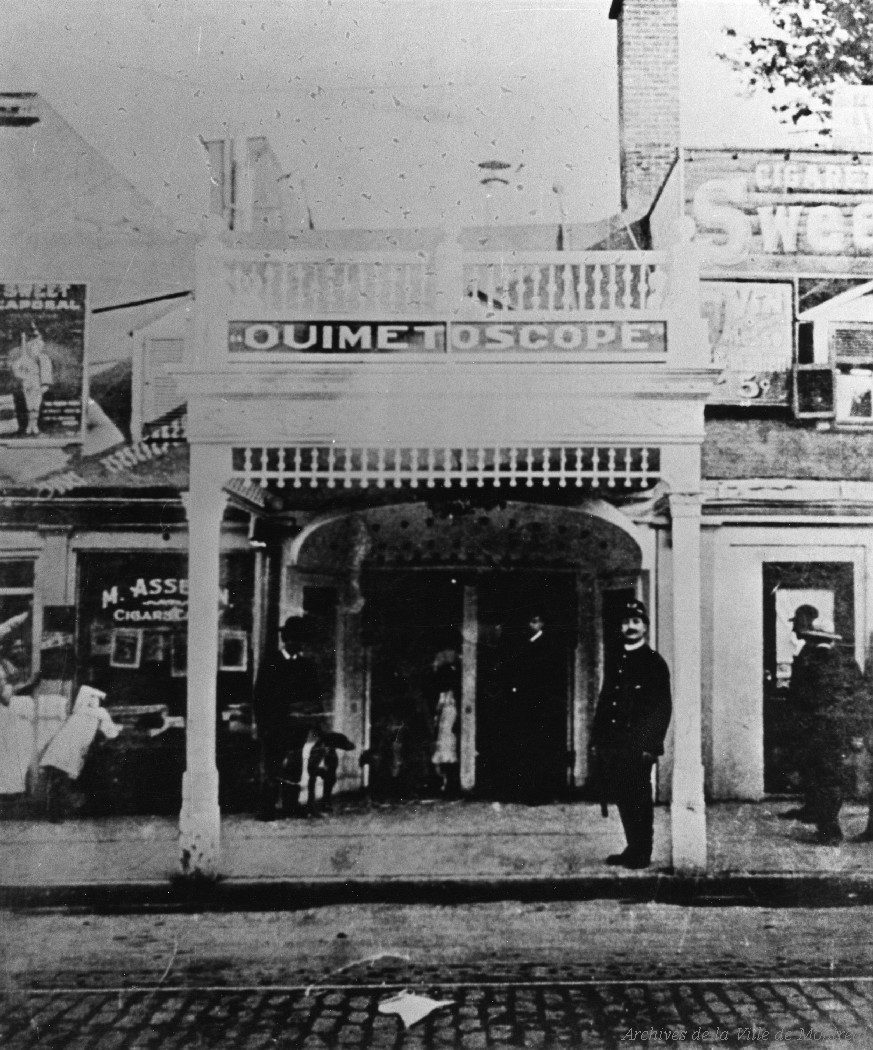
Première salle du Ouimetoscope en 1906.

Léo-Ernest Ouimet, né à Saint-Martin-de-Laval et fils d'un agriculteur, a reçu une formation en génie électrique. Il travaille comme projectionniste au parc Sohmer et éclaire le Théâtre national, puis commence à présenter ses propres spectacles. En 1904, il utilise son « cinétoscope » pour projeter les résultats de l'élection canadienne.
Au mois de janvier 1906, il crée le Ouimetoscope, le premier cinéma de Montréal, qui a au départ 500 chaises. Ayant soixante-quinze piastres dans sa poche, il en paye cinquante en loyer pour un mois. Le nom « Ouimetoscope » était une idée de son collaborateur Gustave Comte, rédacteur du journal La Presse.
Il gagne 5 000 dollars pour acheter une automobile l'année suivante[réf. nécessaire]. Son Ouimetoscope vient sept ans avant les premières grandes présentations sur Broadway. Il coûte entre 10 et 25 cents pour entrer et des instruments de musique sont joués à l'intérieur.
En 1907, Ouimet agrandit sa salle qui passe à 1 200 sièges, séparant les femmes et les hommes. Ses premières productions mettent en scène sa famille. C'est ainsi qu'il réalise Mes espérances en 1908. Ouimet s'intéresse aussi à l'explosion de Halifax (p. 561), au nouveau pont de Québec et à la venue du maréchal Joffre. Le congrès eucharistique de Montréal de 1910 et l'affaire de la gare Windsor l'intéressent également.

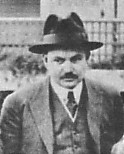
Léo-Ernest Ouimet 1910.

Ouimet rencontre des difficultés parce que ce n'est qu'en 1912 qu'il peut diffuser ses films le dimanche, ce qui ne plaît pas à monseigneur Bruchési. Un de ses plus grands succès est la distribution du film Les Périls de Pauline, pour lequel l'actrice Pearl White reçoit une invitation de New York. En 1914, il crée la société « Pathé Famous Film Syndicate of Quebec » qui sera renommée « Specialty Film Import » l'année suivante.
Le 22 février 1919, il filme les funérailles de Sir Wilfrid Laurier.
En 1922, il doit finalement vendre son cinéma avant de partir pour Hollywood, sans finalement obtenir la réussite qu'il croyait y trouver. En 1924, il termine la réalisation de son film Why get married?, lequel n'obtiendra qu'un faible succès auprès du public.
En 1933, Ouimet revient à Montréal, totalement ruiné. Il devient gérant du cinéma Impérial où il exploite le cinéma parlant qui se fait en France.
En 1935, il fut poursuivi après qu'un feu blessa deux fillettes dans son cinéma. Il était de tradition que les salles de spectacle cessaient de chauffer les 1er mai. Le printemps 1935 ne fut pas très clément et la salle était glaciale, Ouimet mit donc une chaufferette dans sa loge sous son bureau. Il quitta quelques instants, mais en revenant, la chaufferette avait déjà causé l'incendie.
Plus tard, il enseigne au séminaire de Sainte-Thérèse[réf. nécessaire]. La plupart des films qu'il a réalisés sont aujourd'hui disparus.
À l'occasion du soixantième anniversaire de l'ouverture du Ouimetoscope en 1966, la Cinémathèque canadienne inaugure une plaque commémorative durant une cérémonie à laquelle participera Ouimet. Mort à l'âge de 94 ans, il a pu voir le théâtre Le Canadien prendre le nom de Ouimetoscope en 1967[réf. nécessaire]. Le prix L.-E.-Ouimet-Molson est décerné en son honneur. En 2006, on célèbre le centième anniversaire de son invention.